# دهستان سرمستان
سرمستان، دهستانی است از توابع بخش آبدان، شهرستان دیر در استان بوشهر ایران. این دهستان همراه با بخش آبدان در ۷ مرداد ۱۳۹۲ ایجاد شد و به موجب آن ۷ روستا از بخش مرکزی شهرستان دیر جدا شده و در قالب دهستان جدید سرمستان با مرکزیت روستای سرمستان ایجاد شد.
روستاهای دهستان سرمستان: تنگ‌خوش •  خمه‌دان •  سرمستان •  سورو •  شهرک صنعتی دیر •  گنوی •  لوحک.